# Black & Blue Tour
Il The Black & Blue Tour è stato un tour mondiale dei Backstreet Boys del 2001. La prima parte del tour partì il 22 gennaio 2001 negli Stati Uniti. Seguì poi la tappa natale della band, Orlando, che fu però successivamente interrotto per dare tempo al membro del gruppo AJ McLean per disintossicarsi dal suo eccessivo consumo di alcohol. Il tour riprese la sua tabella di marcia il 24 agosto a Milwaukee e fini il 19 ottobre a Las Vegas.

## Scaletta
1. Everyone
2. Larger Than Life
3. Shining Star
4. What Makes You Different (Makes You Beautiful)
5. Yes I Will
6. More Than That
7. I Want It That Way
8. Not for Me
9. Show Me the Meaning of Being Lonely
10. Quit Playin' Games (With My Heart)
11. As Long as You Love Me
12. I'll Never Break Your Heart
13. I Promise You (With Everything I Am)
14. How Did I Fall in Love With You
15. Time
16. The Answer to Our Life
17. All I Have to Give
18. If You Stay
19. Everybody (Backstreet's Back)
20. Get Another Boyfriend
21. The Call
22. Shape of My Heart